# Туканет Дерби
Туканет Дерби (лат. Aulacorhynchus derbianus) — вид птиц из семейства тукановых. Подвидов не выделяют.

## Описание
Небольшие зелёные туканы. Длина тела 33—41 см. Клюв характерный, крючковатый. Горло белое.

## Биология
Питаются фруктами и их семенами, но также и насекомыми. Кормятся парами или небольшими группами. Гнёзда и яйца этих птиц не описаны.

## Распространение
Обитают во влажных горных лесах на восточных склонах Анд от крайнего юга Колумбии до центральной части Боливии (в том числе на территории Эквадора и Перу).